# Peceneaga
Peceneaga est une commune roumaine située dans le județ de Tulcea.